# Roland (The X-Files)
«Roland» es el vigesimotercer episodio de la primera temporada de la serie de televisión estadounidense de ciencia ficción The X-Files. Se estrenó en la cadena Fox el 6 de mayo de 1994. Fue escrito por Chris Ruppenthal y dirigido por David Nutter. El episodio contó con apariciones especiales de Željko Ivanek, James Sloyan y Kerry Sandomirsky. El episodio es una historia del «monstruo de la semana», una trama independiente que no está relacionada con la mitología más amplia de la serie. «Roland» obtuvo una calificación Nielsen de 7,9, siendo visto por 7,4 millones de hogares en su transmisión inicial; y recibió opiniones mixtas de los críticos, aunque el papel de invitado de Ivanek fue recibido con elogios.
El programa se centra en los agentes especiales del FBI Fox Mulder (David Duchovny) y Dana Scully (Gillian Anderson) que trabajan en casos relacionados con lo paranormal, llamados expedientes X. Cuando Mulder y Scully investigan una serie de asesinatos en una instalación de pruebas aeroespaciales, descubren que un conserje con discapacidad mental puede ser el responsable, y que uno de los antiguos investigadores de la instalación lo controla telepáticamente.
«Roland» fue el primero de dos episodios de The X-Files escrito por Chris Ruppenthal, quien luego escribiría el episodio «3» de la segunda temporada, que fue reescrito en gran medida por los habituales de la serie Glen Morgan y James Wong. «Roland» contiene la primera mención de la serie del padre de Mulder, Bill, aunque el personaje en realidad no aparecería hasta el episodio de la segunda temporada «Colony».

## Argumento
En un laboratorio de investigación de física, el conserje con discapacidad intelectual Roland Fuller es regañado por el científico Keats por olvidar cómo usar las cerraduras con tarjeta de acceso de la instalación. Keats se acerca a sus colegas, Frank Nollette y Ronald Surnow, discutiendo sobre un prototipo de motor a reacción. Después de que Keats y Nollette se van, Surnow ingresa al túnel de viento de la instalación para hacer ajustes. Sin embargo, Roland activa las turbinas del túnel, matando a Surnow. Roland examina la pizarra de los científicos y cambia algunas de sus ecuaciones.
Fox Mulder (David Duchovny) y Dana Scully (Gillian Anderson) investigan la muerte de Surnow. Scully se entera de que otro miembro del equipo de investigación, Arthur Grable, había muerto varios meses antes y sospecha de espionaje industrial. Mulder examina la escritura a mano en la pizarra y concluye que fue escrita por al menos cuatro personas diferentes, lo que sugiere que había un cuarto individuo presente. Keats y Nollette informan a los agentes que Roland era el único que quedaba en las instalaciones en el momento de la muerte de Surnow, pero no lo creen capaz de asesinar.
Sin embargo, Mulder y Scully visitan a Roland en su hogar de ancianos, donde él niega haber visto algo inusual. Muestra su destreza matemática al contar rápidamente los diseños de estrellas en la blusa de Scully; sin embargo, su letra no coincide con la cuarta muestra de la pizarra. La discusión termina cuando Roland experimenta una visión violenta en la que la cabeza de Keats se congela y tiene lo que parece encajar en un tanque. Más tarde, Roland tiene otra visión de alguien matando a Keats. Aparece en el laboratorio y sumerge la cabeza de Keats en un tanque de nitrógeno líquido, destrozándolo antes de escribir en una computadora. Al día siguiente, los agentes notan que la computadora se usó horas después de la muerte de Keats y se dan cuenta de que el número que Roland había escrito en un proyecto de arte anteriormente es la contraseña de los archivos que contienen el trabajo de Arthur Grable, en los que se estuvo trabajando desde su muerte.
Al investigar la muerte de Grable, los agentes se enteran de que había contratado a Roland. Sospechan que Grable fingió su muerte y está matando a sus colegas, usando a Roland como chivo expiatorio. El cuerpo de Grable nunca fue llevado a la morgue ni se celebró un funeral. Sin embargo, Nollette lleva a los agentes a una instalación criogénica donde se almacenan los restos de Grable. Una foto de Grable revela que es el gemelo idéntico de Roland. Mulder se convence de que Grable controla periódicamente a Roland.
Nollette se cuela en la instalación criogénica y sabotea la unidad de Grable, descongelando sus restos. Roland regresa al laboratorio y está en el proceso de empujar el motor prototipo a Mach 15 cuando ingresa Nollette. Nollette admite haber robado el trabajo de Grable y se prepara para disparar a Roland; cuando se distrae, Roland lo golpea y lo arrastra hacia el túnel de viento. Los agentes llegan a tiempo para convencer a Roland de que no mate a Nollette. Al mismo tiempo, el aumento de temperatura en la unidad criogénica mata a Grable. Roland es trasladado de su hogar de cuidados a un instituto psiquiátrico para ser examinado. Cuando se va, se peina al estilo de su hermano, lo que sugiere que no está libre del control de Grable.

## Producción
«Roland» fue el primero de dos episodios de The X-Files escrito por Chris Ruppenthal. Volvería a escribir el episodio «3» de la segunda temporada, que fue reescrito en gran medida por los miembros del equipo habituales de la serie Glen Morgan y James Wong. Željko Ivanek, quien interpreta al personaje principal del episodio, fue el primer actor en leer para el papel. El creador de la serie, Chris Carter, sintió que la audición de Ivanek «simplemente lo dejó boquiabierto», y decidió casi de inmediato elegirlo. Garry Davey, quien interpreta al científico Dr. Keats, también apareció en varios otros episodios de la serie, y también fue en un momento el director artístico del William Davis Center for Actors Study, trabajando junto a William B. Davis, quien interpreta al villano de la serie el fumador. El director de arte Graeme Murrary pasó un tiempo explorando universidades e instalaciones de investigación en Vancouver para ayudar a crear el aspecto adecuado para los escenarios de laboratorio y túnel de viento del episodio.
«Roland» contiene la primera mención de la serie del padre de Fox Mulder, Bill, aunque el personaje en realidad no aparecería hasta el episodio de la segunda temporada «Colony». En el borrador original del guion de «Roland», sin embargo, la mención de Mulder de su padre estaba destinada a ser su hermana, Samantha. La escena que representa las secuelas del asesinato del Dr. Keats, con las piezas dispersas de su cuerpo congelado destrozado marcado con múltiples contornos de tiza, ha sido descrita como «verdaderamente inspirada». Chris Carter señaló que «cualquier conmoción y horror fueron eliminados por la risa que recibiste cuando viste esos pequeños pedazos en el piso», y también comentó que el asesinato real tiene lugar fuera de la pantalla y solo se escucha.

## Recepción
«Roland» se estrenó en la cadena Fox el 6 de mayo de 1994. El episodio consiguió una calificación Nielsen de 7,9 con un 14 de cuota de pantalla, lo que significa que en los Estados Unidos, aproximadamente el 7,9 por ciento de todos los hogares equipados con televisión y el 14 por ciento de los hogares que miraban televisión sintonizaron el episodio. Fue visto por 7,4 millones de hogares.
El director David Nutter sintió que elegir a Željko Ivanek fue la clave para crear el episodio, sintiendo que «Roland» era «probablemente el guion más débil de principio a fin» que el director había visto, pero que una vez que se eligió a Ivanek, se volvió «importante». para impulsar eso tanto como sea posible, para ayudar a superar las debilidades del guion. Chris Carter también elogió la participación de Ivanek en el episodio y calificó la interpretación del actor como «simplemente una actuación increíble. Este tipo, Zeljko, debería haber ganado un premio por esto». Glen Morgan, un escritor habitual de la serie, sintió que el episodio «no fue completamente efectivo», pero también agregó que ofrecía una perspectiva «más suave» en comparación con los otros episodios de la serie hasta el momento, sintiendo que era importante incluir «varios episodios que demuestran que lo paranormal no siempre es horroroso».
En una retrospectiva de la primera temporada en Entertainment Weekly, «Roland» obtuvo una calificación de B+, y la interpretación de la estrella invitada Željko Ivanek del epónimo Roland se calificó de «asombrosa (y convincente)», y las «excelentes escenas de muerte» del episodio se señalaron como aspectos destacados. Zack Handlen, escribiendo para The A.V. Club, tenía sentimientos encontrados sobre el episodio, sintiendo que su trama era demasiado similar a la del episodio anterior «Born Again», aunque calificó la actuación de Ivanek como «auténtica» y «no artificial»; en última instancia, llamando al episodio «lo suficientemente bien construido como para ser agradable a pesar de su familiaridad». Matt Haigh, que escribe para Den of Geek, escribió negativamente sobre el episodio, nuevamente encontrándolo demasiado similar a otros episodios de la temporada, encontrándolo «nada increíblemente emocionante», y señaló que «sigue más o menos la misma plantilla que muchos de los otros episodios». Una retrospectiva de la serie por Devon Maloney de Vulture lo consideró uno de los episodios «más vergonzosos» de la carrera de la serie, señalando su trato de los personajes neurodivergentes como «vergonzoso», pero «justo en línea con el resto en 1994». Maloney hizo comparaciones entre «Roland» y las películas Good Will Hunting y What's Eating Gilbert Grape?, criticándolo por reproducir estereotipos de sabios a expensas de la personalidad del personaje titular. Robert Shearman y Lars Pearson, en su libro Wanting to Believe: A Critical Guide to The X-Files, Millennium & The Lone Gunmen, criticaron la trama del episodio, y también lo encontraron derivado del episodio «Born Again»; además, le parece poco realista que el personaje de Grable, como científico, esté tan motivado para evitar que su trabajo avance póstumamente. Sin embargo, se sintieron positivos con la interpretación «destacada» de Roland de Ivanek, que «pisa la delgada línea entre inquietante y comprensivo con mucha habilidad».